# André Cottavoz
Pour l’article homonyme, voir Félix Cottavoz.
André Cottavoz, né à Saint-Marcellin (Isère) le 29 juillet 1922 et mort le 8 juillet 2012 à Vallauris,, est un peintre et lithographe français ayant appartenu au groupe des sanzistes et à l'École de Paris.

## Biographie
Né en 1922 à Saint-Marcellin, dans l’Isère, André Cottavoz fait ses études à l’École des beaux-arts de Lyon en 1939.
En 1942, Cottavoz a 20 ans, il fait partie de la classe 22 et doit se rendre au Service du Travail Obligatoire. Le STO, lui vaut une déportation en Autriche avec son camarade Philibert Charrin. Malgré des conditions de vie éprouvantes, ils réussissent à peindre sur des morceaux de carton et même à exposer mais les tableaux seront détruits.
Libéré et ses études terminées, il participe, à partir de 1945, à plusieurs expositions. En 1953, il obtient le prix Fénéon.
Entre-temps, un important mouvement voit le jour : la Nouvelle figuration de l'école de Lyon, ou sanzisme. Jean Fusaro, André Lauran, Jacques Truphémus et Paul Philibert-Charrin se joignent à André Cottavoz pour en exprimer les tendances, à savoir la recherche d'une lumière moins naturelle que jaillissante de l'intérieur même de la toile, intention que pour sa part Cottavoz soutient par l'épaisseur de la « pâte sensuelle qu'il accumule en tons pastel et crayeux […] étant par là figuratif au sens où il part de la réalité, abstrait au sens où il la réduit à son essence » : peindre, pour André Cottavoz, c'est véritablement sculpter ses toiles (où la monochromie n'est pas rare) à la truelle, d'où le surnom qui a pu lui être donné de « Monticelli vert ».
À Vallauris où il s'installe définitivement en 1962, André Cottavoz s'intéresse à la céramique émaillée qu'il travaille avec Roger Collet.
Les œuvres d'André Cottavoz figurent dans de nombreux musées de France et à l'étranger, et de  multiples expositions de ses œuvres ont été organisées en France et à l'étranger à partir de 1946

## Contributions bibliophiliques
- Paul Valéry, Dialogues de l'arbre, Fernand Mourlot éditeur, 1964 (25 lithographies d'André Cottavoz)
- Níkos Kazantzákis, L'odyssée, Éditions Richelieu et librairies Plon, 1968 (lithographies par André Minaux, André Cottavoz, Paul Guiramand et Walter Spitzer)
- James Hadley Chase, Pas d'orchidées pour Miss Blandish, Éditions André Sauret, Monte-Carlo, 1969 (lithographies d'André Cottavoz)
- L'atelier (album de lithographies originales de Paul Aïzpiri, André Brasilier, Bernard Buffet, André Cottavoz, René Genis, Paul Guiramand, Jean Jansem, André Minaux), Gravure Matignon, 1970.
- Françoise Mallet-Joris, Lettres à moi-même, Éditions André Sauret, Monte-Carlo, 1973 (lithographies d'André Cottavoz)
- Albert Camus, Essais littéraires, Éditions André Sauret, Monte-Carlo, 1978 (lithographies d'André Cottavoz)

## Expositions

### Expositions personnelles
- Galerie Marcel Michaud, Lyon, 1946[7].
- Galerie Troncy, Lyon, 1948[7].
- Galerie de l'Art vivant, Paris, 1953, 1955, 1956, mai 1957[8], 1959[7].
- Galerie Kriegel, Paris, 1965, 1967[9], 1971, 1973.
- Galerie Matignon, Paris, 1980[10].
- Galerie Tamenaga, Tokyo, Osaka, 1984, 1986, 1987, 1989, 1991, 1993, 1996, 1998, 2001, 2004.
- Galerie Tamenaga, Paris, 1991, 2000, 2004, 2008.
- Magasins Matsuzakaya, Nagoya, Ueno, 1992, 1998.
- Santi Fine Arts Gallery, Djakarta, 1993.
- Château de Vascœuil, 1994.
- Galerie Longchamp, Nice, 1995.
- Galerie Malaval et Saint-Vincent, Lyon, 1996.
- Magasins Printemps, Ginza, Osaka, Shizuoka, 1997.
- Cottavoz, rétrospective, château de Hauterives (partenariat Galerie Emiliani, La Bégude-de-Mazenc)), 1997.
- Galerie Emiliani, La Bégude-de-Mazenc, 1999.
- Rétrospective André Cottavoz, musée Magnelli, Vallauris, juillet-octobre 2005.
- Maison forte de Vourles, février 2014.
- Espace Jean-Salles Sainte-Foy-Lès-Lyon, 2016.

Des expositions non datées d'André Cottavoz sont également citées à Genève, Bâle, Turin, Amsterdam et Caracas.

### Expositions collectives
- Salon des moins de trente ans, Paris, 1947, 1948[7].
- Salon de la jeune peinture, Paris, 1950, 1951, 1957, 1958, 1959[7].
- Salon de mai, Paris, 1950, 1956[7].
- XXIIIe Salon du Sud-Est - André Cottavoz, Jean Couty, Victor Jean Desmeures, Raymond Feuillatte, Jean Fusaro, Jean Puy, Maurice Savin, Jacques Truphémus (Union régionale des arts plastiques de Lyon), Lyon, novembre 1950 - janvier 1951[12].
- Salon des Tuileries, Paris, 1952-1958[7].
- Portrais par trente jeunes peintres, Galerie Visconti, Paris, juin 1955.
- Groupe du Sanzisme, Les granges de Servette, Douvaine, 1959, 1969.
- Salon d'automne, 1956, 1957, 1958, 1959, 1960, 1969, 1970, 1972, 1973, 1975, 1976, 1977, 1978, 1982, 1983, 1984, 1985, 1986, 1987, 1988, 1989, 1990, 1991[13].
- Festival mondial de la jeunesse et des étudiants, Moscou, juillet-août 1957.
- Salon Comparaisons, Paris, 1957[7].
- Biennale de jeune peinture de Paris, pavillon de Marsan, Paris, 1957[7].
- Paul Aïzpiri, André Cottavoz, Jean Marzelle, Jean-Jacques Morvan, Marcel Mouly, Centre culturel américain, Alger, 1958.
- Dix ans de jeune peinture méditerranéenne, Palais de la Méditerranée, Nice, mars-avril 1960.
- Grands et jeunes d'aujourd'hui, Hôtel Martinez, Cannes, août-septembre 1961.
- Grands et jeunes d'aujourd'hui, Galerie Charpentier, Paris, octobre 1963, avec Georges Feher, Eduardo Arroyo, Orlando Pelayo, Albert Bitran et Gustav Bolin sous le parrainage d'Alexandre Garbell.
- La collection George et Adèle Besson, Musée des beaux-arts de Besançon, juillet-octobre 1965.
- Dix-neuf peintres de la nouvelle École de Paris, Musée de Cahors Henri-Martin, septembre 1966.
- Première exposition internationale des arts de Téhéran, Centre des expositions internationales, Téhéran, décembre 1974 - janvier 1975[14].
- Riviera-Rétro - André Cottavoz, Daniel du Janerand, Robert Savary, Galerie de Chisseaux, Beaulieu-sur-Mer, 1979[15].
- De Bonnard à Baselitz - Dix ans d'enrichissements du cabinet des estampes, 1978-1988, Cabinet des estampes, Bibliothèque nationale de France, 1992[16].
- Galerie Tamenaga, Paris, 1994, 1995, 1998.
- Musée d'art à la mer, Ostende, espace consacré à la Fondation Jeanne Matossian, 2002-2011.
- Hommage aux maîtres lyonnais, galerie Michel Estades, Lyon, décembre 2007.
- Le sanzisme d'hier à aujourd'hui, Maison Ravier, Morestel, mars-juin 2010.
- Les dix ans de la galerie, galerie Michel Estades, Lyon, juin 2010.
- Les artistes s'affranchissent, Centre régional d'art contemporain du Tremblay, Fontenoy (Yonne), juillet-octobre 2011.
- Collection Jeanne Matossian, musée des beaux-arts de Chartres, novembre 2011-octobre 2012.
- Donation Jeanne Buttner, musée d'Art moderne de Troyes, mars-décembre 2012.
- La Mer en toutes lettres, espace culturel du Vilar, Villers-sur-Mer, juin-juillet 2012.
- Une collection d'œuvres, galerie Michel-Estades, Lyon, octobre-décembre 2012.
- Dialogue avec la Fondation Bullukian, musée des Beaux-Arts de Lyon, octobre-novembre 2014[17].

## Réception critique
- « Il n'y a rien de gratuit dans cet agencement de pigments, rien qui fasse penser à l'opportunisme de certains objets de l'abstrait. Cette technique de hauts reliefs paraît nécessaire à un peintre soucieux d'arriver, par empâtements successifs, à la qualité, à la densité du ton désiré et à l'harmonie générale du tableau… Chez Cottavoz, la lumière joue à travers les dédales de plans. D'où une puissance de suggestion aussi éloignée d'un lyrisme purement imaginatif que de la plate analogie. Où l'on ne vit d'abord qu'éléments d'une mosaïque, un paysage, un nu, un portrait très vivant surgissent avec autorité parce que solidement écrits dans la masse, et se révèlent avec une vérité que le rusé Cottavoz avait tenue captive pour nous réserver le bonheur de la découverte. » - Georges Besson[8]

## Collections publiques

### France
- Musée de Cahors Henri-Martin.
- Musée Paul-Dini, Villefranche-sur-Saône.
- Musée d'Art moderne de Troyes.
- Musée d'art moderne Richard Anacréon, Granville.
- Musée des beaux-arts et d'archéologie de Besançon.
- Musée d'art Roger-Quilliot, Clermont-Ferrand.
- Musée de l'abbaye, Saint-Claude (Jura) (donation Guy Bardone).
- Cité de la céramique - Sèvres et Limoges, Sèvres : plaque émaillée par André Cottavoz et Roger Collet.
- Musée des Beaux-Arts de Lyon, La cueillette de la fleur d'oranger, huile sur toile 81 × 100 cm, 1969[7].
- Mairie de Menton (Alpes-Maritimes), Bateaux pavoisés, huile sur toile 81 × 130 cm, 1954[7].
- Musée d'art moderne de la ville de Paris[7] :
  - Lyon sous la pluie, huile sur toile 81 × 130 cm, 1960.
  - Paris bleu II, huile sur toile 73x116cm, 1965.
- Musée national d'art moderne, Paris.
- Département des estampes et de la photographie de la Bibliothèque nationale de France, Paris[16].
- Musée du Luxembourg, Paris.
- Fonds national d'art contemporain, Puteaux[7] :
  - Place d'Ivry, huile sur toile 50 × 61 cm, 1947.
  - Anvers, huile sur toile 89x130cm, 1962.
- Musée d'art moderne et contemporain de Saint-Étienne.
- Musée de Sète.

### Italie
- Galleria civica d'arte moderna e contemporanea, Turin

### Japon
- Musée d'art moderne de Tokyo
- Musée d'art de Yamagata

## Collections privées
- George Besson.
- Jules Cavaillès.
- Robert et Manette Martin, boulevard Raspail, Paris[18].
- Claude Terrail, restaurant La Tour d'Argent, Tokyo : Cathédrale Notre-Dame de Paris, huile sur toile, 285 × 185cm[19].
- Fondation Léa et Napoléon Bullukian[17].
- Jeanne Matossian, Bruxelles[20].
- Raymond Buttner (1923-2005)[21].

## Prix et distinctions
- Bourse du Prix national de peinture, 1949.
- Prix de la Biennale de Menton, 1950[7].
- Prix Fénéon, 1953.